# Ruschia decumbens
Ruschia decumbens är en isörtsväxtart som beskrevs av L. Bol. Ruschia decumbens ingår i släktet Ruschia och familjen isörtsväxter. Inga underarter finns listade i Catalogue of Life.